# جولیا گرویل
جولیا گرویل (انگلیسی: Julia Greville؛ زادهٔ ۱۸ فوریهٔ ۱۹۷۹) شناگر اهل استرالیا بود.
وی در مسابقات کشوری و بین‌المللی در مجموع برندهٔ ۱ مدال طلا، ۱ مدال نقره، ۴ مدال برنز شده‌است.